# 太平洋黏盲鰻
太平洋黏盲鰻(學名：Eptatretus stoutii)，為盲鳗科黏盲鰻屬的其中一種，分布於東太平洋區，從美國阿拉斯加州至墨西哥下加利福尼亞半島中部海域，棲息深度16-966公尺，體延長呈圓柱狀，體呈深棕色、灰色或棕紅色，通常帶有藍色或紫色，腹部顏色較淡，有時有較大的白色斑塊，沒有真正的魚鰭，但有背鰭褶皺 ，體長可達63.5公分，棲息在沙泥底質海域，屬肉食性，會從口或肛門鑽入大型魚類身體，吞食肌肉及內臟，當受到干擾時，它們會從皮膚的黏液腺中滲出蛋白質，這些黏液腺對水有反應，變成黏糊糊的外層，膨脹成一大團黏液，可作為觀賞魚。

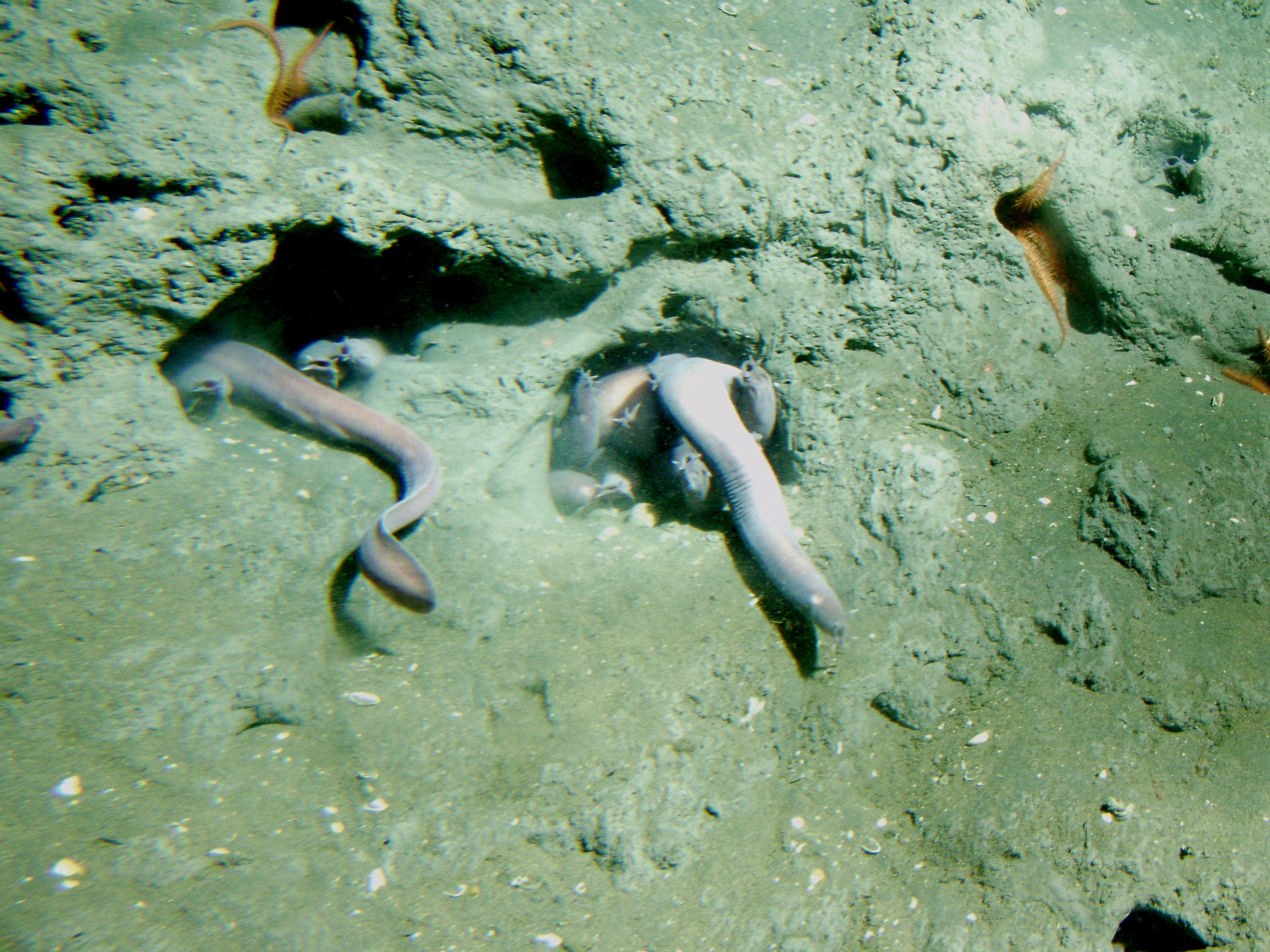
一群太平洋盲鰻在水深150公尺的加利福尼亞州科德爾班克國家海洋保護區